# Санта-Мария-ин-Виа (титулярная церковь)
Титулярная церковь Санта-Мария-ин-Виа была создана Папой Юлием III 4 декабря 1551 года. Титул принадлежит церкви Санта-Мария-ин-Виа, расположенной в районе Рима Треви, на углу между виа дель Тритоне и улицей, которая берет своё название от церкви, виа Санта-Мария-ин-Виа. Церковь также служит национальной церковью для эквадорской общины в Риме.

## Список кардиналов-священников титулярной церкви Санта-Мария-ин-Виа
- Фульвио Джулио делла Корнья, O.S.Io.Hieros., (4 декабря 1551 — 29 мая 1555, назначен кардиналом-священником Сан-Бернардо-алле-Терме);
- Джакомо Путео (или Путеус, или Жауме Поу Берард, или Поццо, или Жак Дюпи) — (29 мая 1555 — 26 апреля 1563, до смерти);
- Гвидо Асканио Сфорца ди Санта Фьора — (15 мая 1565 — 16 мая 1581, до смерти);
  - вакантно (1581—1585);
- Винченцо Лауро — (20 мая 1585 — 2 марта 1589, назначен кардиналом-священником Сан-Клементе);
- Джованни Франческо Морозини — (28 марта 1590 — 10 января, 1596, до смерти);
- Сильвио Савелли — (21 июня 1596 — 22 января 1599, до смерти);
- Роберт Беллармин, S.J. — (17 марта 1599 — 1 июня 1605, назначен кардиналом-священником Сан-Маттео-ин-Мерулана);
  - вакантно (1605—1621);
- Стефано Пиньятелли — (3 марта 1621 — 12 августа 1623, до смерти);
  - вакантно (1623—1630);
- Хиль Карильо де Альборнос — (12 августа 1630 — 14 декабря 1643, назначен кардиналом-священником Сан-Пьетро-ин-Монторио);
- Франческо Анджело Рапаччоли — (14 декабря 1643 — 21 ноября 1650, назначен кардиналом-священником Санта-Чечилия);
- Карло Россетти — (18 августа 1653 — 9 марта 1654, назначен кардиналом-священником Сан-Сильвестро-ин-Капите);
- Франческо Альбицци — (23 марта 1654 — 24 августа 1671, назначен кардиналом-священником Санти-Куаттро-Коронати);
- Сезар д’Эстре — (8 августа 1672 — 28 января 1675 года, назначен кардиналом-священником Сантиссима-Тринита-аль-Монте-Пинчо);
- Карло Карафа делла Спина — (27 мая 1675 — 19 октября 1680, до смерти);
  - вакантно (1680—1689);
- Франческо Майдалькини — (19 октября 1689 — 23 июля 1691, назначен кардиналом-священником Санта-Прасседе);
- Джакомо Бонкомпаньи — (2 января 1696 — 12 июня 1724, назначен кардиналом-епископом Альбано);
- Мельхиор де Полиньяк — (20 ноября 1724 — 19 декабря 1725, назначен кардиналом-священником Санта-Мария-дельи-Анджели);
  - вакантно (1725—1728);
- Франческо Антонио Фини — (8 марта 1728 — 6 июля 1729, назначен кардиналом-священником Сан-Систо);
- Карло Винченцо Феррери, O.P. — (23 декабря 1729 — 9 декабря 1742, до смерти);
- Джузеппе Поццобонелли — (23 сентября 1743 — 2 августа 1758, назначен кардиналом-священником Санта-Мария-сопра-Минерва);
- Пьетро Франческо Бусси — (19 ноября 1759 — 10 сентября 1765, до смерти);
  - вакантно (1765—1767);
- Антонио Бранчифорте Колонна — (6 апреля 1767 — 31 июля 1786, до смерти);
  - вакантно (1786—1801);
- Джироламо делла Порта — (20 июля 1801 — 20 сентября 1802, назначен кардиналом-священником Сан-Пьетро-ин-Винколи);
- Микеле Ди Пьетро — (20 сентября 1802 — 8 марта 1816, назначен кардиналом-епископом Альбано);
- Джорджо Дориа Памфили — (23 сентября 1816 — 16 марта 1818, назначен кардиналом-священником Санта-Чечилия);
  - вакантно (1818—1823);
- Карло Педичини — (16 мая 1823 — 15 декабря 1828, назначен кардиналом-священником Санта-Мария-делла-Паче);
  - вакантно (1828—1837);
- Луиджи Амат ди Сан Филиппо и Сорсо — (2 октября 1837 — 15 марта 1852, назначен кардиналом-епископом Палестрины);
- Франсуа-Огюст-Фердинан Донне — (27 июня 1853 — 22 декабря 1882, до смерти);
  - вакантно (1882—1889);
- Франсуа-Мари-Бенжамен Ришар де ла Вернь — (30 декабря 1889 — 28 января 1908, до смерти);
- Агостино Рикельми — (27 ноября 1911 — 10 августа 1923, до смерти);
- Патрик Джозеф Хейс — (27 марта 1924 — 4 сентября 1938, до смерти);
- Фома Тянь Гэнсинь S.V.D. — (22 февраля 1946 — 24 июля 1967, до смерти);
  - вакантно (1967—1973);
- Павел Ёсигоро Тагути — (5 марта 1973 — 23 февраля 1978, до смерти);
- Иосиф Мария Чинь Ван Кан — (30 июня 1979 — 18 мая 1990, до смерти);
- Эгано Риги-Ламбертини — (26 ноября 1990 — 4 октября 2000, до смерти);
- Антонио Хосе Гонсалес Суммарага — (21 февраля 2001 — 13 октября 2008, до смерти);
- Рауль Эдуардо Вела Чирибога — (20 ноября 2010 — 15 ноября 2020, до смерти);
- Филиппе Нери Антониу Себастьян ду Розарио Ферран — (27 августа 2022 — по настоящее время).